# 5034 Джогаррінґтон
5034 Джогаррінґтон (5034 Joeharrington) — астероїд головного поясу, відкритий 7 серпня 1991 року.
Тіссеранів параметр щодо Юпітера — 3,563.